# Allgemeiner Rat der Welthandelsorganisation
Der Allgemeine Rat der Welthandelsorganisation ist das höchste Gremium der Welthandelsorganisation. Im Englischen ist er als General Council bekannt.

## Rechtliche Grundlage
Artikel IV:2 des Marrakesch-Abkommens sagt

“There shall be a General Council composed of representatives of all the Members, which shall meet as appropriate. In the intervals between meetings of the Ministerial Conference, its functions shall be conducted by the General Council. The General Council shall also carry out the functions assigned to it by this Agreement. The General Council shall establish its rules of procedure and approve the rules of procedure for the Committees provided for in paragraph 7.”

„Ein Allgemeiner Rat, der sich aus Vertretern aller Mitglieder zusammensetzt, tritt zusammen, wann immer dies zweckdienlich ist. Zwischen den Tagungen der Ministerkonferenz nimmt der Allgemeine Rat deren Aufgaben wahr. Der Allgemeine Rat nimmt auch die Aufgaben wahr, die ihm durch dieses Übereinkommen übertragen sind. Der Allgemeine Rat gibt sich eine Geschäftsordnung und genehmigt die Geschäftsordnungen der in Absatz 7 vorgesehenen Ausschüsse.“

Artikel IV gibt dem Allgemeinen Rat noch weitere Kompetenzen bei der Streitbeilegung und Handelspolitik. Wenn er im Rahmen der Streitbeilegung zusammentritt, tritt er als Dispute Settlement Body zusammen. Wenn er im Rahmen der Handelspolitik zusammentritt, tritt er als Trade Policy Review Body zusammen.

## Arbeitsweise und Aufgaben
Der Allgemeine Rat trifft sich alle zwei Monate zwischen den WTO-Ministerkonferenzen. Er setzt sich aus Diplomaten aller Mitglieder der WTO zusammen. Die Diplomaten sind alle im Rang eines Botschafters oder in einem äquivalenten Rang.
Der Allgemeine Rat leitet zwischen den Ministerkonferenzen die WTO. Er ist damit für die tägliche Leitung der internationalen Organisation zuständig und übt die gleiche Amtsgewalt wie die Ministerkonferenz aus. Allerdings hat er auch spezielle Aufgaben, so beschließt er den Haushalt und die finanziellen Bedingungen der Organisation, und verhandelt Abkommen und Verträge mit anderen internationalen Organisationen.
Nach seinen Rules of Procedure tagt der Rat grundsätzlich geheim, kann jedoch ausnahmsweise auch in öffentlicher Sitzung tagen, was jedoch praktisch nie vorkommt. Auch Dokumente des Allgemeinen Rates sind als geheim eingestuft, bis dieser Schutz aufgehoben wird. Diese Geheimhaltung, im Vergleich zu zahlreichen Organen der Vereinten Nationen, ist ein Kritikpunkt an der Arbeitsweise der Welthandelsorganisation.
Für spezielle Aufgaben bildet der Allgemeine Rat spezielle Komitees und Arbeitsgruppen.

## Vorsitzender
Der Vorsitzende des Allgemeinen Rates wird von den Mitgliedern des Rates aus ihrer Mitte gewählt und ist das höchste gewählte Amt der Welthandelsorganisation. Da der Rat grundsätzlich geheim tagt, ist es Aufgabe des Vorsitzenden die Öffentlichkeit über die Ergebnisse des Rates zu informieren.
2020 leitete David Walker den Allgemeinen Rat. Im Jahr 2022 wurde er von Didier Chambovey geleitet. Ihm folgte im März 2023 Athaliah Lesiba Molokomme.